# Джон Теффт
Джон Теффт (англ. John F. Tefft; нар. 16 серпня 1949, Медісон, Вісконсин) — 7-й Надзвичайний і повноважний посол США в Україні з 2009 по 30 липня 2013 року.

## Призначення
30 вересня 2009 Президент США Барак Обама номінував Джона Теффта на посаду посла США в Україні.
У жовтні Комітет у закордонних справах Сенату США схвалив кандидатуру Джона Теффта на посаду Надзвичайного і Повноважного посла Сполучених Штатів в Україні. Під час свого представлення він відзначив, що економічне процвітання України залежить від реформування енергетичного сектору. «У цьому і США, і Європа готові допомогти», — наголосив дипломат. Теффт відзначив особливу роль України у створенні європейської системи безпеки, а також у розвитку партнерських відносин з НАТО. «Україна розробила щорічну національну програму співпраці з НАТО, і ми підтримуємо майбутнє членство України в НАТО, якщо буде зроблено такий вибір», — сказав посол.

## Дипломатична служба
На час призначення в Україну Джон Теффт працював на дипломатичній службі 38 років, більшу частину яких він працював у дипломатичних місіях США в країнах Східної Європи, зокрема в Литві, Грузії і Росії.
Теффт вважається «чистим» дипломатом, без спецслужбістських нашарувань, але водночас є фахівцем з питань озброєнь. Саме цей напрям курирував у Римі й Тель-Авіві, займався ним у Держдепі у 1989—1992 роках, крім того, кілька років був радником з міжнародних питань Національного воєнного коледжу (National War College) — дуже престижного закладу, який фактично являє собою академію при Національному університеті оборони у Вашингтоні.
Джон Теффт на всіх своїх дипломатичних посадах виявляв підкреслену повагу до країни перебування, її культури, історії та мови й водночас жорстко відстоював інтереси США. В одному з інтерв'ю він розповідав, що вивчив у достатній для спілкування мірі такі непрості мови, як іврит, угорську та литовську. Але це не завадило Теффту в ультимативній формі заборонити керівництву Грузії співпрацювати з Іраном на довготерміновій основі в питанні постачання газу.
Однією з найяскравіших сторінок дипломатичної кар'єри Теффта стала його енергійна діяльність з дипломатичного забезпечення Помаранчевої революції та налагодження американсько-українських взаємин нової якості після неї. 7 вересня 2004 року він прибув у Київ у ранзі заступника помічника держсекретаря США з європейських та євразійських справ. Тоді Джон Теффт офіційно виявив стурбованість з приводу неналежного проведення виборчої кампанії в Україні, зокрема нерівного доступу кандидатів до ЗМІ. Підтримав перебування українських військ у Іраку. 15 лютого 2005 року саме Теффт анонсував підтримку з боку США вступу України в НАТО. Він активно готував перший візит Президента Віктора Ющенка в США, а згодом неодноразово коментував становище в Україні й висловлював ставлення Держдепу до нього.
21 квітня 2014 було озвучено намір президента Барака Обами призначити Теффта послом США в Росії. 8 липня МЗС Росії видав агреман на призначення Теффта новим главою диппредставництва США в Москві.
29 липня 2014 Сенат США затвердив Джона Теффта на посаду посла в Росії. За Теффта проголосували як демократи, так і республіканці.

### Кар'єра
- 1996—1997 — виконував обов'язки тимчасового повіреного у справах США в Росії.
- 1996—1999 — заступник посла США в Москві
- 2000—2003 — посол США в Литві
- 2003—2005 — заступник помічника держсекретаря США з європейських та євроазійських справ, відповідав за відносини з Росією, Україною, Білоруссю та Молдовою.
- 2005—2009 — посол США в Грузії,
- 2014 — посол США в Російській Федерації.